# Rejon kujbyszewski (Rosja)
Rejon kujbyszewski (ros Куйбышевский район) – rejon będący jednostką podziału administracyjnego rosyjskiego obwodu nowosybirskiego.

## Historia
Napływ ludności rosyjskojęzycznej na tereny dzisiejszego rejonu kujbyszewskiego rozpoczyna się pod koniec XVII wieku. Był to strategiczny teren ze szlakiem wiodącym z Tobolska do Omska, w celu jego obrony przed atakami miejscowych ludów wzniesiony został fort, a wokół którego zaczęło się wkrótce organizować osadnictwo. Już w roku 1700 powstają pierwsze wioski, a w 1722 powstaje Kainsk (dzisiejszy Kujbyszew), tuż nad rzeką Om. Mieszkańcy zajmowali się głównie rolnictwem i rybołówstwem, a z uwagi na korzystne położenie na szlaku transportowym i nad spławną rzeką ważną rolę odgrywał także handel. Rozwijało się także łowiectwo, polowano głównie na lisy i łasice, istniała tu także tawerna dla podróżnych. W 1782 roku Kainsk otrzymuje prawa miejskie, wkrótce na tym terenie zostaje także utworzona wołost. Jeszcze w 1751 roku powstaje pierwsza cerkiew prawosławna. W 1822 roku otwarto pierwszą szkołę na tych ziemiach, a według danych z 1836 roku w samym mieście żyło 2249 osób. W 1865 roku oddano do użytku pierwszą publiczną bibliotekę w regionie, a w 1910 roku ziemie te pustoszy epidemia tyfusu. Administracyjnie podlegały one pod Koływań i pod tomską gubernię.
W 1919 roku powstaje pierwszy komitet rewolucyjny w regionie. Także od tego roku ziemie te przechodzą pod zarząd rejonu barabińskiego. Następnie zostają zajęte przez wojska podległe rządowi admirała Aleksandra Kołczaka, a później przez bolszewików. W 1921 roku po raz pierwszy zostaje utworzony tu rejon, ale w 1925 zostaje on zlikwidowany i ponownie włączony do obszaru rejonu barabińskiego. 20 listopada 1935 roku ponownie zostaje utworzony tu rejon, decyzja ta zostaje zaakceptowana przez najwyższe władze sowieckie 20 stycznia 1936 roku, a rejon zaczyna oficjalnie funkcjonować 20 marca 1936 roku. Otrzymuje on też nazwę rejonu kujbyszewskiego, na cześć Waleriana Kujbyszewa, który przebywał tu na zesłaniu w latach 1907-1910. Władze sowieckie rozpoczynają inwestycje w rolnictwo, przemysł, a także przeprowadzają akcję zmiany nazw ulic i zacierania śladów po dawnym porządku. W czasach stalinowskich rejon przechodzi przez politykę forsownej kolektywizacji. Zarówno przed II wojną światową jak i po jej zakończeniu, władze inwestują w przemysł lekki, powstają także rzeźnie i ubojnie, piekarnie, zakłady wytwarzające cegły oraz cementownie.

## Charakterystyka
Rejon kujbyszewski położony jest w centralnej części obwodu nowosybirskiego, w odległości większej niż 300 kilometrów od jego stolicy, miasta Nowosybirsk. Ziemie te są głównie płaskie, przecinane m.in. rzeką Om i innymi. Średnia temperatura w maju to 18,80 stopni Celsjusza, w styczniu -19,60 C. Średnie roczne opady wahają się pomiędzy 380 a 390 milimetrami. Ujemne temperatury w północnej części rejonu zaczynają się już we wrześniu i trwają około 179 dni. Zasoby naturalne regionu składają się głównie z torfu i gliny. Sieć rzeczna jest dobrze rozwinięta, znajduje się tu także ponad sto, różnej wielkości, jezior. Stwarza to dobre warunki do rybołówstwa, w lasach występują natomiast łosie i jelenie. Znajdują się tu także dwa rezerwaty przyrody. Rejon pokryty jest głównie ziemiami uprawnymi, ludność żyje z rolnictwa, a także specjalizuje się w hodowli zwierząt. Przemysł regionu nastawiony jest na budowę maszyn, przemysł chemiczny, drukarstwo oraz budownictwo. Przetwarza się tu także żywność oraz wytwory mleczne. Łączna długość dróg wynosi 1064,075 kilometrów, z czego długość dróg o utwardzonej powierzchni wynosi 667,1 kilometrów.
Na terenie rejonu kujbyszewskiego istnieją 62 publiczne placówki szkolne różnego szczebla, a także 16 różnych oddziałów przedszkolnych. Miejscowe instytucje edukacyjne podejmują współpracę z największymi uczelniami obwodu, m.in. z Nowosybirskim Technicznym Uniwersytetem Państwowym, Nowosybirskim Pedagogicznym Uniwersytetem Państwowym, Nowosybirskim Rolniczym Uniwersytetem Państwowym i Syberyjską Akademią Administracji Publicznej. Na terenie rejonu znajduje się stadion o pojemności 1500 miejsc, 4 hokejowe lodowiska, 38 szkolnych hal sportowych, a także profesjonalna strzelnica. Działa tu także 17 rejonowych instytucji kulturalnych, a także 31 bibliotek, teatr ludowy oraz chór. Opiekę zdrowotną zapewnia 48 placówek opieki medycznej, w tym 3 rejonowe szpitale, przychodnie zdrowotne oraz specjalistyczne kliniki.

## Demografia

### Wiadomości ogólne
Według statystyk federalnych z 2010 roku rejon kujbyszewski zamieszkiwało 66 621 osób. W 1997 rejon liczył 51 700 mieszkańców. W 2011 roku miało tu żyć 66 511 dusz. Władze przewidują mały spadek liczby mieszkańców, w 2015 roku ich liczba ma wynieść 66 758, a w 2020 roku ma spaść do 65 558 osób. Bezrobocie w początkach 2011 roku na terenie rejonu wyniosło 1,67%.

### Struktura etniczna
- Rosjanie - 92,7%
- Tatarzy - 3,5%
- Niemcy - 1,5%
- Ukraińcy - 0,6%[11]

### Liczba ludności w ostatnich latach
| Rok  | Liczba ludności |
| ---- | --------------- |
| 1998 | 51 700          |
| 2006 | 68 173          |
| 2007 | 67 886          |
| 2008 | 67 550          |
| 2009 | 67 081          |
| 2010 | 66 621          |
| 2011 | 66 511          |